# Fort Amber

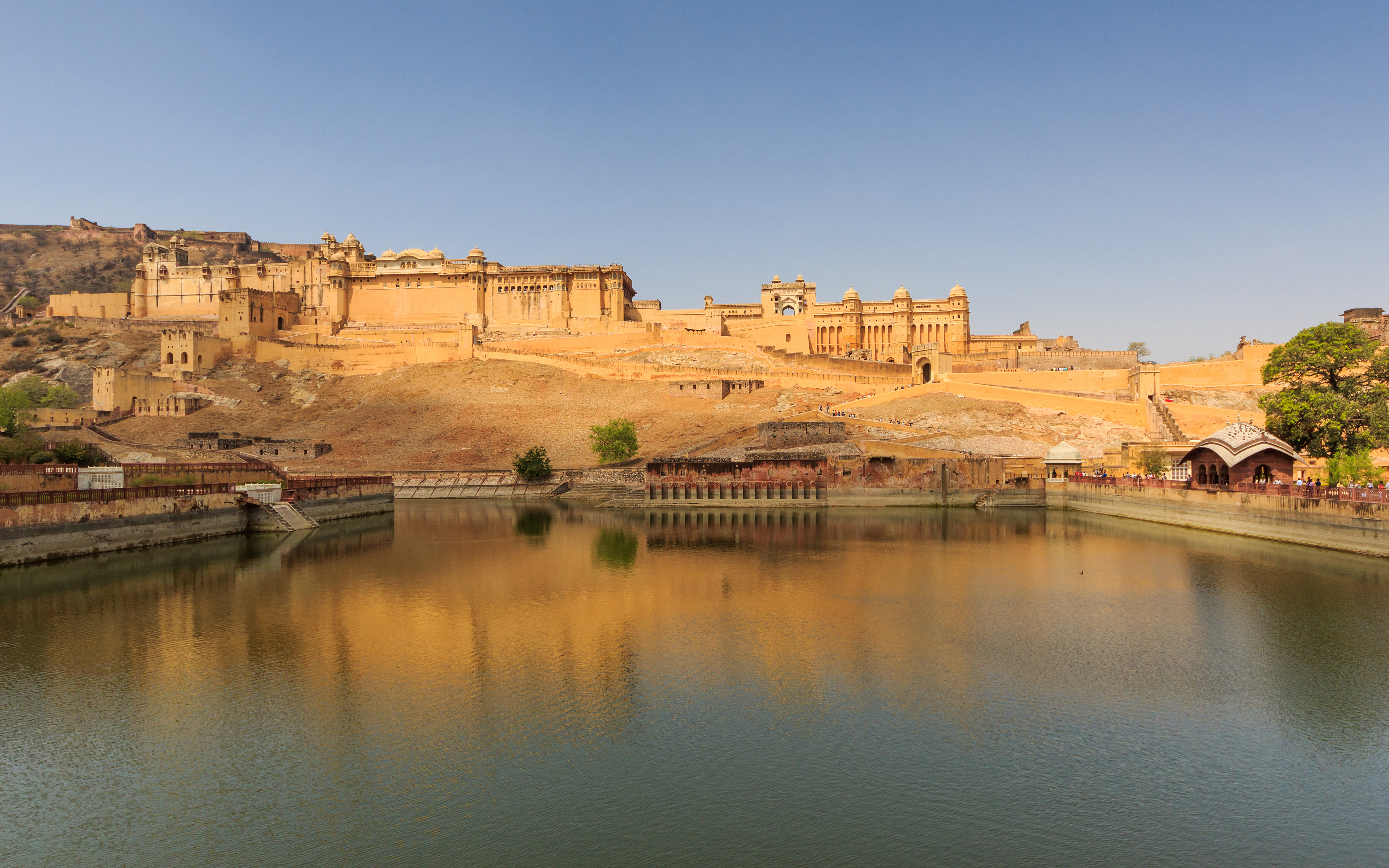
Fort Amber

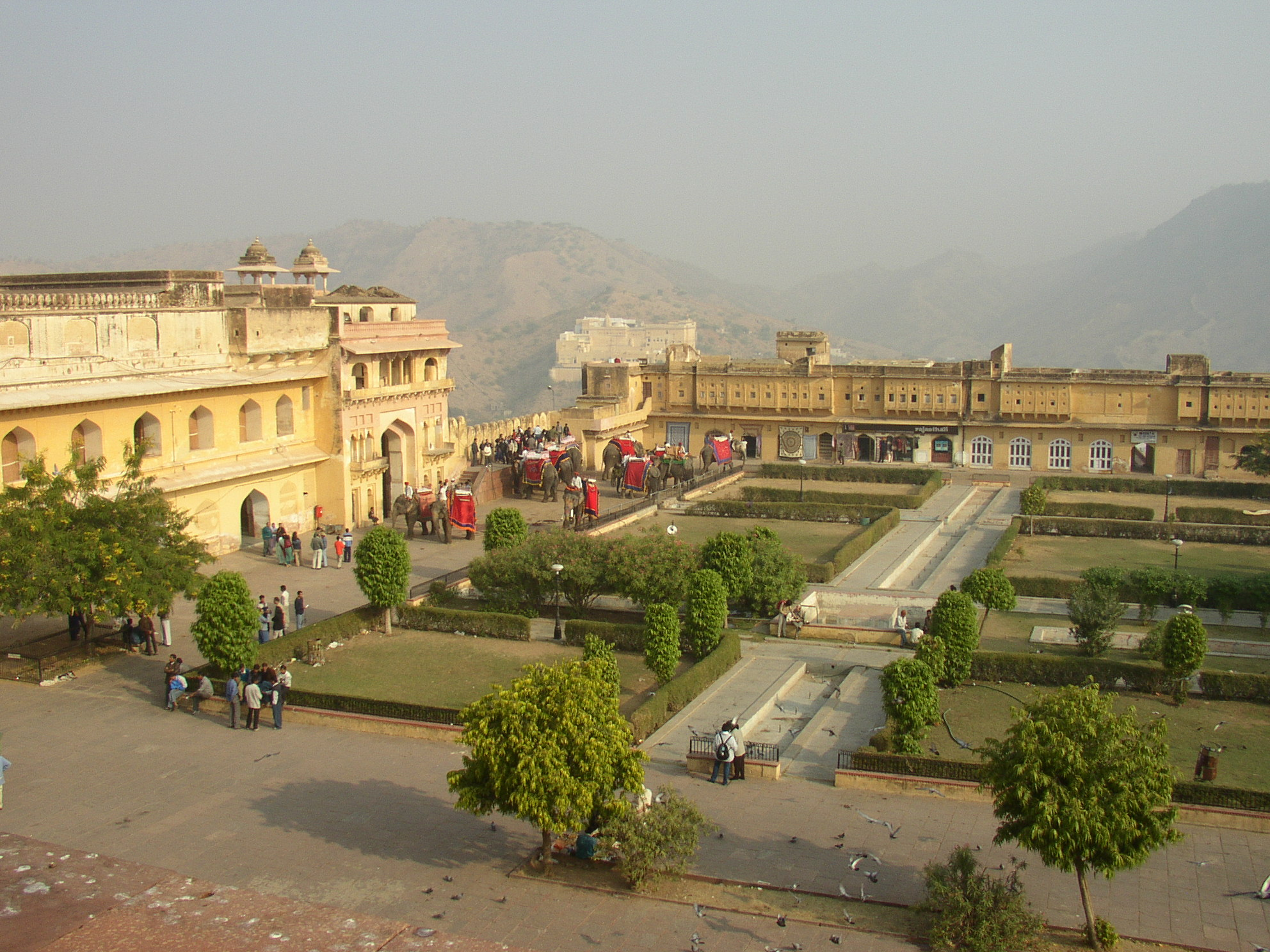
Fort Amber – widok dziedzińca

Fort Amber – położony w odległości kilkunastu kilometrów od Jaipuru (Radżastan, Indie) w miejscowości Amber radźpucki kompleks budowli obronnych i pałacowych.

## Historia
Fort został zbudowany przez Radźputów z rodu Kachhwaha pochodzących z Gwalioru, znajdującego się w dzisiejszym Madhya Pradesh. Budowa fortu, sfinansowana łupami wojennymi, rozpoczęła się w 1592 roku pod kierunkiem Maharadży Man Singha, dowódcy armii cesarza  Akbara. Fort został później rozbudowany i ukończony przez kolejnych władców z rodu Jai Singh, zanim przenieśli stolicę do Jaipuru. Zewnętrzny mur pałacu został wzniesiony w XVIII wieku przez Jai Singha II i był stopniowo powiększany aż do XX wieku.

## Architektura
Amber Fort jest zbudowanym z jasnoczerwonego piaskowca i białego marmuru, podzielonym na cztery główne sekcje, z których każda ma własny dziedziniec. Wejście do fortu prowadzi przez Bramę Słońca (Suraj Pol), która otwiera się na główny dziedziniec Jaleb Chowk, gdzie powracające armie prezentowały swoje łupy wojenne. Z Jaleb Chowk imponujące schody prowadzą do głównego pałacu, przy których znajduje się mała świątynię Siladevi, gdzie do 1980 roku składano ofiary z kóz. Przy wejściu do pałacu położony jest drugi dziedziniec gdzie znajduje się Sala Audiencji Publicznych (Diwan-i-Am). Przy trzecim dziedzińcu znajdują się:
- apartamenty maharadży
- Sala Zwycięstwa (Jai Mandir) z misternymi mozaikami i lustrzanym sufitem.
- Sala Przyjemności (Sukh Niwas) z kanałem wodnym pełniącym funkcję systemu chłodzenia powietrza.

Czwarty dziedziniec otaczają zenany, gdzie pokoje były tak zaprojektowane, aby maharadża mógł odwiedzać swoje żony i konkubiny w tajemnicy przed innymi.